# Stephen Palumbi

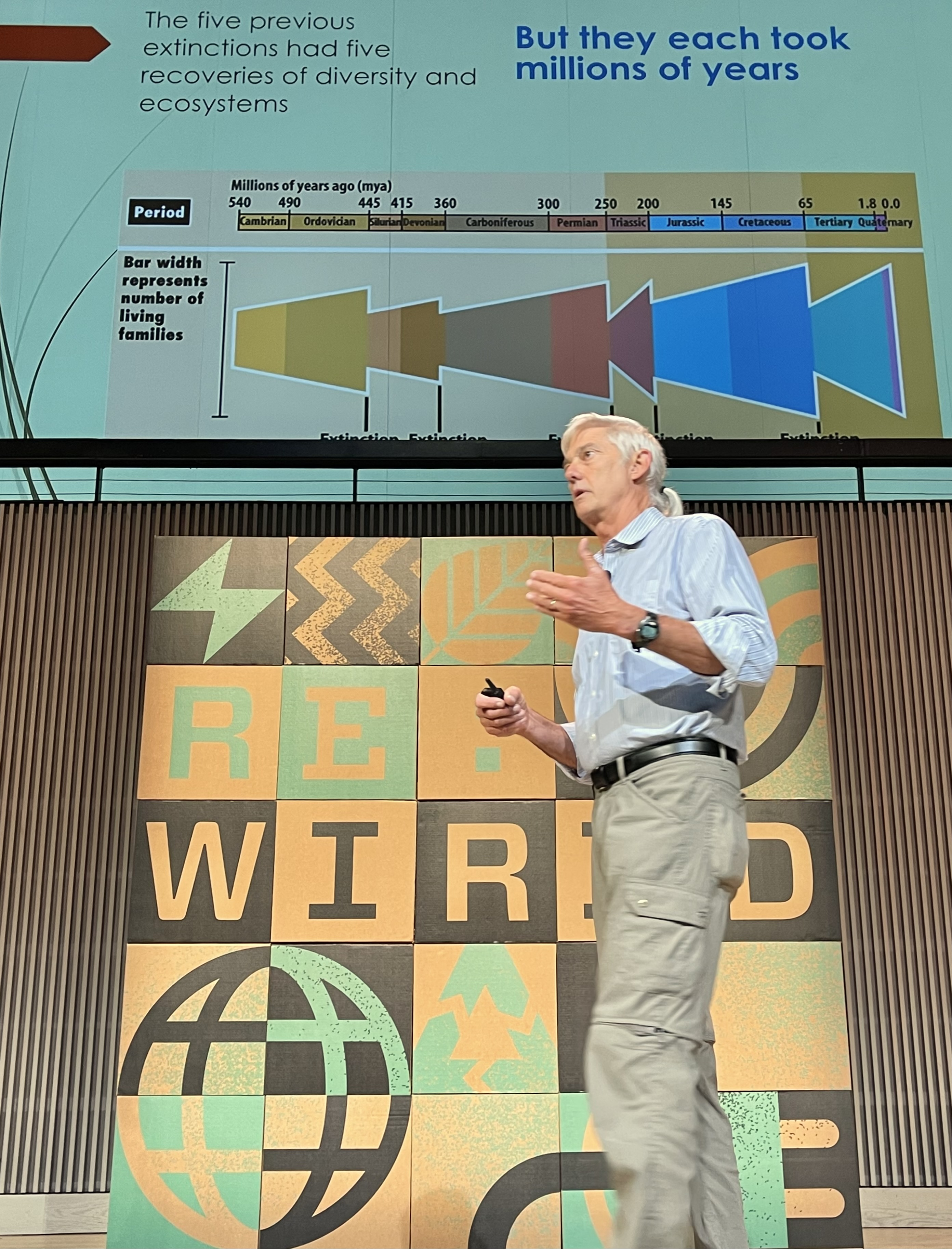
Stephen Palumbi.

Stephen R. Palumbi (Baltimore, Maryland, 17 de outubro de 1956 )  é um biólogo formado em Ciências Marinhas na Universidade de Stanford  na Hopkins Marine Station.   Ele também possui uma bolsa sênior no Stanford Woods Institute for the Environment. 

## Educação
Palumbi recebeu seu bacharelado em biologia pela Universidade Johns Hopkins em 1978 e seu doutorado em zoologia pela Universidade de Washington em ecologia marinha em 1984.   Ele recebeu o Prêmio Buell da Ecological Society of America em 1984. 

## Carreira
De 1985 a 1996, trabalhou no Departamento de Zoologia da Universidade do Havaí, ganhando o Matsuda Fellowship Award for Faculty Research em 1991 e uma University of Hawaii Regents Medal for Excellence in Research em 1996.  Ele foi promovido a professor titular em 1994 e nomeado diretor do Laboratório Marinho de Kewalo em 1995.  Palumbi mudou-se para uma cátedra na Universidade de Harvard em 1996 e na Universidade de Stanford em agosto de 2002.  Em 2007, ele foi nomeado Harold A. Miller Diretor da Hopkins Marine Station, e foi nomeado para a Jane and Marshall Steel Chair of Biology em 2009. 

Em 2003, ele foi eleito membro da Academia de Ciências da Califórnia e foi premiado com o Peter Benchley Ocean Award for Excellence in Science em 2011.  

### Interesses de pesquisa
Os interesses de pesquisa de Palumbi incluem estudar evolução e mudança usando técnicas de genética molecular, biologia e conservação de populações marinhas e os efeitos da atividade humana nos sistemas oceânicos.  Alguns de seus trabalhos bem conhecidos incluem pesquisas sobre o uso de métodos genômicos para identificar espécies resistentes às mudanças climáticas e o uso de abordagens genéticas para identificar espécies de interesse de conservação nos mercados de vida selvagem.

## Engajamento público
Em 2003, Palumbi participou da série documental de TV The Future Is Wild, aparecendo na qualidade de Professor de Ciências Marinhas da Universidade de Harvard no episódio inicial, Welcome to the Future, bem como em outros quatro episódios em que também foi creditado como principal consultor científico: Waterland, Flooded World, The Endless Desert e The Global Ocean. A série explorou possíveis mudanças evolutivas no futuro durante o período de 500 a duzentos milhões de anos, e foi desenvolvida ao longo de um período de quatro anos por uma equipe de cientistas cujo trabalho foi visualizado por meio de animação por computador.  

### Publicações
Palumbi escreveu vários livros:
- A Explosão da Evolução: Como os Humanos Causam Mudanças Evolutivas Rápidas, 2002.
- A morte e a vida de Monterey Bay: A Story of Revival, 2011 (com Carolyn Sotka).
- A Vida Extrema do Mar, 2014 (com Anthony R. Palumbi).

Ele também é autor de mais de 200 artigos científicos. 

## Vida pessoal
Palumbi é casado com uma médica, Mary Roberts, e é pai de dois filhos. Seus interesses incluem música, e fez parte do grupo que fundou a banda Sustainable Sole.